# Championnats d'Afrique d'escrime
Les Championnats d'Afrique d'escrime sont une des quatre compétitions dites de zone (ou continentales) de la coupe du monde d'escrime. Elle rassemble annuellement les meilleurs escrimeurs de la zone Afrique et est l'occasion de décerner douze titres (six individuels et six par équipes) de champions d'Afrique. Ces championnats sont organisés par la Confédération africaine d'escrime.

## Les éditions
| Num.    | Année | Ville      | Pays           |
| ------- | ----- | ---------- | -------------- |
| I       | 1991  | Le Caire   | Égypte         |
| II      | 1993  | Casablanca | Maroc          |
| III     | 1995  | Pretoria   | Afrique du Sud |
| IV      | 2000  | Tunis      | Tunisie        |
| V       | 2003  | Dakar      | Sénégal        |
| VI      | 2004  | Tunis      | Tunisie        |
| VII     | 2006  | Casablanca | Maroc          |
| VIII    | 2008  | Casablanca | Maroc          |
| IX      | 2009  | Dakar      | Sénégal        |
| X       | 2010  | Tunis      | Tunisie        |
| XI      | 2011  | Le Caire   | Égypte         |
| XII     | 2012  | Casablanca | Maroc          |
| XIII    | 2013  | Le Cap     | Afrique du Sud |
| XIV     | 2014  | Le Caire   | Égypte         |
| XV      | 2015  | Le Caire   | Égypte         |
| XVI     | 2016  | Alger      | Algérie        |
| XVII    | 2017  | Le Caire   | Égypte         |
| XVIII   | 2018  | Tunis      | Tunisie        |
| XIX     | 2019  | Bamako     | Mali           |
| Annulés | 2020  | Le Caire   | Égypte         |
| XX      | 2022  | Casablanca | Maroc          |
| XXI     | 2023  | Le Caire   | Égypte         |
| XXII    | 2024  | Casablanca | Maroc          |
| XXIII   | 2025  | Lagos      | Nigeria        |

## Palmarès
| Année | Organisateur   | Edition | Vainqueur | 2e place       | 3e place       |
| ----- | -------------- | ------- | --------- | -------------- | -------------- |
| 1991  | Égypte         | 1re     | Égypte    | Tunisie        | Maroc          |
| 1993  | Maroc          | 2e      | Égypte    | Afrique du Sud | Tunisie        |
| 1995  | Afrique du Sud | 3e      | Égypte    | Afrique du Sud | Algérie        |
| 2000  | Tunisie        | 4e      | Égypte    | Algérie        | Maroc          |
| 2003  | Sénégal        | 5e      | Tunisie   | Algérie        | Sénégal        |
| 2004  | Tunisie        | 6e      | Égypte    | Tunisie        | Algérie        |
| 2006  | Maroc          | 7e      | Égypte    | Tunisie        | Maroc          |
| 2008  | Maroc          | 8e      | Égypte    | Tunisie        | Sénégal        |
| 2009  | Sénégal        | 9e      | Tunisie   | Égypte         | Sénégal        |
| 2010  | Tunisie        | 10e     | Tunisie   | Égypte         | Sénégal        |
| 2011  | Égypte         | 11e     | Tunisie   | Égypte         | Sénégal        |
| 2012  | Maroc          | 12e     | Tunisie   | Égypte         | Sénégal        |
| 2013  | Afrique du Sud | 13e     | Tunisie   | Égypte         | Libye          |
| 2014  | Égypte         | 14e     | Égypte    | Tunisie        | Afrique du Sud |
| 2015  | Égypte         | 15e     | Tunisie   | Égypte         | Sénégal        |
| 2016  | Algérie        | 16e     | Tunisie   | Égypte         | Sénégal        |
| 2017  | Égypte         | 17e     | Égypte    | Tunisie        | Côte d'Ivoire  |
| 2018  | Tunisie        | 18e     | Égypte    | Tunisie        | Maroc          |
| 2019  | Mali           | 19e     | Égypte    | Tunisie        | Maroc          |
| 2022  | Maroc          | 20e     | Égypte    | Algérie        | Tunisie        |
| 2023  | Égypte         | 21e     | Égypte    | Algérie        | Kenya          |